# Nathalie Heirani Salmon-Hudry
Nathalie Heirani Salmon-Hudry, née le 9 août 1983 à Papeete (Tahiti), est une autrice française. Lourdement handicapée depuis sa naissance, elle revendique au travers de ses livres et prises de parole une plus grande reconnaissance des droits des personnes handicapées.

## Biographie
Nathalie Heirani Salmon-Hudry naît en 1983 à Papeete, Tahiti, en Polynésie française. À la naissance, une erreur médicale la rend gravement handicapée. Enfant, elle fait ses premiers apprentissages avec l'aide de sa mère puis apprend à écrire grâce à l'informatique. Elle obtient le brevet des collèges et l'équivalent du baccalauréat et entreprend ensuite des études de journalisme.
En 2012, elle publie Je suis née morte, un livre qui témoigne de sa vie de personne handicapée. Le livre insiste à la fois sur les difficultés qu'elle rencontre du fait de son handicap, mais aussi sur les bonheurs de sa vie, et revendique la reconnaissance de droits pour les personnes handicapées. Le livre est considéré comme un best-seller à Tahiti. Pour écrire ce livre, elle utilise une « licorne », un casque surmonté d'un manche qui lui permet de taper à l'ordinateur.
Nathalie Salmon-Hudry cherche à sensibiliser le public au sujet du handicap, que ce soit à travers ce livre ou à travers des conférences (TED Talk, conférence à l'université de Papeete) et interviews,. Elle dit vouloir être reconnue comme un « être humain » et faire changer le regard sur le handicap. Elle insiste également sur le manque de structures pour les personnes handicapées et les défaillances de l'administration à leur égard.
En 2014, elle participe au Salon du livre de Paris et au Salon du livre océanien de Rochefort. En 2015, elle est la marraine de l'événement « Fight like a girl » à Pirae, initiation aux techniques de self-defense pour les jeunes femmes, dans le cadre de la journée de lutte contre les violences faites aux femmes.
En 2019, elle publie son second livre, Sur les chemins de la vie, qu'elle édite elle-même. Il s'agit de réflexions personnelles sur des sujets universels comme l'amour et le courage. Elle y parle également de sa foi et de spiritualité. Elle raconte avoir été inspirée dans l'écriture de ce livre par des rencontres avec des personnes sans domicile fixe.
En mai 2023, elle est nommée déléguée interministérielle au handicap par Moetai Brotherson, président de la Polynésie française.

## Œuvre littéraire
- Nathalie Heirani Salmon-Hudry, Je suis née morte, Tahiti, Au vent des îles, 2012, 154 p. (ISBN 978-2-36734-000-5 et 2-36734-000-5, OCLC 828188652, lire en ligne)
- Nathalie Heirani Salmon-Hudry, Sur les chemins de la vie, Auto-édité, 2019

## Distinctions
Son livre Je suis née morte a reçu le prix Vi Nimö, décerné par les collégiens et lycéens de Nouvelle-Calédonie.